# Neil Breen
Neil Breen, född 23 november 1958,  är en amerikansk filmregissör. Han är känd för sina egenproducerade filmer som har fått en viss kultstatus. Hans filmer är inspelade i och kring Las Vegas. Breens egentliga yrke är arkitekt (han har även varit licenserad fastighetsmäklare, vilket har lett till att det ibland uppgets vara hans yrke).
Breens filmer blev uppmärksammade när hans debutfilm Double Down blev tillgänglig via Netflix DVD-utbud. 2014 inkluderade Paste Magazine Breens film I Am Here... Now i sin lista över tidernas 100 bästa B-filmer (på plats nr 21). Breens filmer har jämförts med Tommy Wiseaus The Room.

## Filmografi
- Double Down (2005)
- I Am Here.... Now (2009)
- Fateful Findings (2013)
- Pass Thru (2016)
- Twisted Pair (2018)